# Emmanuel (Kagias)
Emmanuel, imię świeckie Ksenofon Kagias (ur. 1956 w Atenach) – grecki duchowny prawosławny w jurysdykcji Patriarchatu Aleksandrii, od 2014 metropolita Ptolemaidy (z siedzibą w Al-Minji).

## Życiorys
14 listopada 2004 otrzymał chirotonię biskupią. W latach 2004–2006 był biskupem babilońskim, następnie (2006–2013) metropolitą chartumskim, a w 2013 metropolitą Kawassos.
W czerwcu 2016 r. uczestniczył w Soborze Wszechprawosławnym na Krecie.